# Françoise de Graffigny
Françoise de Graffigny, nata Françoise d’Issembourg du Buisson d’Happoncourt (Nancy, 11 febbraio 1695 – Parigi, 12 dicembre 1758), è stata una scrittrice francese.
Autrice del celebre romanzo epistolare Lettere d'una peruviana, pubblicato nel 1747, è una delle donne più importanti della letteratura francese del XVIII secolo Famosa durante la sua vita cadde nell'oblio durante la Rivoluzione francese. Soltanto con l'avvento del movimento femminista degli anni '60 fu riscoperta e le sue opere furono nuovamente pubblicate.

## Biografia

### Infanzia
Françoise d'Issembourg d'Happoncourt nacque a Nancy quando ancora il ducato di Lorena non era stata annesso alla Francia.. Suo padre François d'Happoncourt era un militare di carriera che aveva sposato Marguerite Callot, una pronipote dell'illustre incisore lorenese Jacques Callot.
Durante la sua infanzia Françoise ricevette un'educazione travagliata e soltanto all'età di 13 o 15 anni seppe leggere e scrivere
A 16 anni Françoise, che si diceva fosse molto bella dovette ben presto scegliere tra la vita di una donna maritata o quella di una monaca. La prima opzione sembrava offrire più vantaggi per la sua famiglia e quindi la sua adolescenza fu molto breve poiché venne fatta sposare all'età di 17 anni

### Il matrimonio
Sembrerebbe che fosse stato suo padre a decidere del matrimonio di Françoise con un giovane ufficiale di nome François Huguet de Graffigny, al servizio del duca di Lorena; un militare dalle brillanti possibilità di carriera per l'influenza del padre Jean Huguet, persona molto importante nella regione poiché era il Signore di Goncour, Pagny, Dollaincourt, Courcelles, Graffigny e Chemin.
Il matrimonio si celebrò il 19 gennaio del 1712 nella chiesa di Saint-Nicolas-de-Port.
La coppia risiedette a Villers-lès-Nancy, in una casa ereditata da Françoise dalla madre e che de Graffigny si era incaricato di restaurare. Questa dimora, oggi chiamata chateau di Madame di Graffigny, fu abitata da altri celebri occupanti come Benjamin Constant ou Mathieu de Dombasle.
Tuttavia la felicità della coppia non durò per molto tempo. Françoise de Graffigny si ritrovò sposata a un uomo che amava il gioco, che beveva e che la picchiava «fino a mettere a rischio la sua stessa vita e aggravando la sua brutalità con una grande avarizia.». Ecco come ella descrive la sua sventurata condizione in una lettera al padre nel 1716, a quattro anni dal suo matrimonio:
Durante i loro 11 anni di matrimonio, la coppia ebbe tre bambini Charlotte-Antoinette nata nel giugno 1713, Jean-Jacques nato nel mese di marzo del 1715 e Marie-Thérèse nata nel 1716, che morirono tutti precocemente.
Il marito era spesso assente e quando era presente moltiplicava le sue sevizie. Françoise de Graffigny chiese infine la separazione legale che, grazie ai numerosi testimoni che dichiararono di aver visto il marito picchiarla, ottenne nel 1723. Il marito morì due anni dopo nel 1725..

### Vedovanza e vita sentimentale
Una volta rimasta vedova, Françoise, che aveva perso la madre nel 1727 e il padre nel 1733, si trovò libera da ogni obbligo familiare..
Verso il 1730 incontrò in Lorena François-Antoine Devaux con il quale nacque una grande amicizia come testimonia una lunga corrispondenza epistolare dove i due si confidavano ogni sorta di intimità: Françoise gli scriveva della sua relazione amorosa con Léopold Desmarest, mentre Devaux le riferiva delle sue ambizioni letterarie
I due si chiamavano tra di loro "Panpan" (diminutivo lorenese di François) o "Abelle". Si scrivevano quasi tutti i giorni e per questo la loro corrispondenza di migliaia di lettere è diventata una documentazione storica importante per un quadro della vita quotidiana di due intellettuali del XVIII secolo. Così ad esempio scriveva Françoise a Devaux:
Il suo unico grande amore fu dunque per questo giovane ufficiale, Léopold Desmarest, di 13 anni più giovane di lei, figlio di Henry Desmarest, un musicista rinomato in tutta Europa, che risiedette alla corte di Lorena. La loro relazione durò per vent'anni. Ella considerava quello vissuto a Parigi il periodo più felice della sua vita quando egli l'accompagnava dai suoi amici che rallegrava cantando o raccontando spiritose barzellette.
Fino a quando visse in Lorena Françoise soggiornò per difficoltà economiche assai spesso nel castello di Cirey (di proprietà di Émilie du Châtelet che dal 1734 vi abitava con Voltaire). Ma nel marzo 1739 lasciò Cirey per Parigi, dopo una penosa scenata dove fu ingiustamente accusata di aver rubato e consegnato a un editore parigino delle copie di un canto de La Pucelle, un'opera di Voltaire che sarebbe stato rischioso pubblicare senza precauzioni.
Per il freddo sopportato durante questo soggiorno a Cirey (Voltaire le contava persino i ceppi da ardere nel camino) la salute di Françoise ne fu compromessa.

### A Parigi
Arrivata a Parigi Françoise riprese contatto con la duchessa di Richelieu (ella era stata la sua dama di compagnia quando questa era ancora Mademoiselle de Guise) che l'alloggiò e le procurò numerose relazioni.
È a Parigi che Françoise entra per la prima volta in contatto con il mondo letterario. Conosciuta come "la grassona", si iscrive ad una associazione chiamata la "Società della fine del banco" che si riuniva nel salotto di una attrice chiamata Jeanne-Françoise Quinault. Fra quelli che la frequentavano ci sono tra gli altri Marivaux, Rousseau, D'Alembert e Denis Diderot. Qui Françoise cominciò a scrivere modesti saggi letterari, andati tutti persi, destinati alla lettura comune.
Dopo la morte nel 1740 della sua protettrice la condizione economica di Françoise era diventata ancora più precaria per cui decise di guadagnare un po' di denaro pubblicando i suoi scritti.

### La vita da scrittrice
In questo suo percorso da scrittrice compose una pièce (L'onestuomo), un dialogo (L'incontro tra il buon senso e lo spirito) e una tragedia in versi (Eraclito). Nel 1745 si orientò verso una letteratura di fantasia e compose per il Gruppo di lorsignori (una pubblicazione anonima che era diretta dalla Società della fine del banco) un testo paradossale di tono libertino intitolato: Racconto spagnolo ovvero Il cattivo esempio produce sia virtù che vizi.
Con la pubblicazione delle Lettere di una peruviana nel 1747, conobbe infine un successo quasi immediato . Si può dire che «d'un sol colpo, questa donna anziana divenne un autore in voga»
Il successo di pubblico continuò con la pubblicazione della sua prima pièce Cénie (1750), alla quale si ispirò Carlo Goldoni per la commedia Il padre per amore.
Tra la sua produzione letteraria vanno annoverati anche i diari e l'imponente corrispondenza in 14 volumi. Scrisse più di 2500 lettere in un periodo di 25 anni. I mesi dal dicembre 1738 al marzo 1739 che trascorse in compagnia di Voltaire e della sua amante Émilie du Châtelet arricchiscono la conoscenza del vivere quotidiano di questi due celebri personaggi. Un volume basato su questi scritti Vita privata di Voltaire e di Madame de Châtelet. edito nel 1820 fece sì che l'opera di Françoise non sparisse del tutto dalla storia della letteratura..

### L'ultimo anno
Nel 1758 Françoise fece rappresentare la sua ultima pièce La figlia di Aristide, un'opera che suscitò molte critiche. Secondo Robert Laffont madame de Graffigny non si rimise mai dal dolore causatole da questo insuccesso. Tuttavia nella corrispondenza con Devaux ella insisteva sulla sua indifferenza per il modo in cui la pièce era stata accolta dal pubblico.
In seguito, sebbene ella tentasse di comportarsi normalmente in pubblico, i segni evidenti di un deterioramento della sua salute si moltiplicarono e durante l'estate del 1758 cominciò a soffrire di violenti collassi. Ecco cosa scrive a questo proposito nelle sue lettere:
Françoise tentò di continuare nella sua corrispondenza, nelle visite, e nelle sue letture malgrado che i collassi persistessero e peggiorassero. Alle nove della sera il 12 dicembre 1758, mentre era l'ospite di una serata nel suo salotto, si spense definitivamente circondata dai suoi amici.

## Opere

### Successi e insuccessi
Il successo delle Lettere d'una peruviana continuò per molti anni. Si moltiplicarono le edizioni e le traduzioni. Grazie a questa popolarità la corte viennese chiese all'autrice di scrivere delle opere teatrali per i giovani arciduchi e arciduchesse, fra le quali vi era la futura regina di Francia Maria Antonietta d'Austria.
Madame de Graffigny aprì a Parigi il suo salotto che accolse intellettuali di una certa notorietà come Duclos, Élie Fréron, Marivaux, Marmontel, Prévost, Voltaire, Jean Baptiste Le Rond d'Alembert, Rousseau; e qualche assiduo frequentatore del circolo di Jeanne-Françoise Quinault.
Un secondo successo di pubblico ebbe per la pièce teatrale Cénie che fu rappresentata 25 volte nel 1750, l'anno della sua pubblicazione. L'opera ritornò in voga tra il 1754 e il 1760 e fu rappresentata 32 volte, il che per l'epoca equivaleva a un trionfo.
Al culmine della celebrità come letterata scrisse un'altra pièce intitolata La figlia d'Aristide rappresentata nell'aprile del 1758 e che fu un fiasco completo. Le critiche furono molto aspre e l'autrice fece fatica ad accettarle. Il critico letterario Melchior Grimm scrisse che quest'opera era «molto mal scritta, piena di sentenze triviali e ambigue.»
«Non c'è una scena che si possa chiamare compiuta. [...] Non c'è un ruolo che non risulti assurdo o d'una piattezza completa. Non si capisce come l'autrice di Cénie possa essere caduta così in basso.»
Françoise cercò conforto da Voltaire che ella conosceva da molto tempo e che le consigliò di non prendersela per i commenti «di questa moltitudine che pronuncia giudizi a caso su tutto, che innalza una statua per poi romperle il naso.»

## Altre opere
- Nouvelle espagnole, 1745
- Recueil des messieurs, 1745
- Le Fils légitime, in tre atti e in prosa, 1746
- La Fièvre d'Azor, 1746
- Lettres d'une Péruvienne, 1747
- Cénie, pièce in cinque atti, 1750
- La Fille d'Aristide, pièce in cinque atti, 1758
- Epistolario 1738-1758